# Adam z Ebrachu
Adam z Ebrachu († 23. listopadu 1166) byl německý cisterciácký mnich, byl v letech 1127–1166 prvním opatem cisterciáckého opatství Ebrach.

## Život
Adam byl zřejmě původně mnichem v klášteře Cîteaux, později přešel do Morimondu a roku 1127 se stal prvním opatem nově založeného kláštera v německém Ebrachu. Jako opat inicioval založení dalších šesti cisterciáckých klášterů, mezi nimi i českého Nepomuku. Velmi se též angažoval při svolání druhé křížové výpravy. Fungoval jako prostředník při řešení sporů papeže Evžena III. (také cisterciáka) s Fridrichem Barbarossou. Zemřel v roce 1166.